# Channel 4 News
Channel 4 News es un noticiero británico, transmitido por Channel 4 desde el 2 de noviembre de 1982 cuando Channel 4 inició sus trasmisiones.

## Presentadores

### Presentadores actuales
- Jackie Long
- Jon Snow
- Krishnan Guru-Murthy
- Matt Frei
- Cathy Newman

### Presentadores anteriores
- Samira Ahmed
- Godfrey Hodgson
- John Suchet
- Trevor McDonald
- Nicholas Owen
- Dermot Murnaghan
- Brenda Rowe
- Peter Sissons
- Sandy Gall
- Norman Rees
- Alastair Stewart
- Sonia Ruseler
- Tristana Moore

### Corresponsales y editores
| Años | Corresponsales/Editores | Papel                                           | Otros papeles |
| ---- | ----------------------- | ----------------------------------------------- | ------------- |
|      | Paul Mason              | Editor de cultura y medios digitales            |               |
|      | Tom Clarke              | Editor de ciencia                               |               |
|      | Michael Crick           | Corresponsal político                           |               |
|      | Andy Davies             | Corresponsal de asuntos de interior             |               |
|      | Gary Gibbon             | Corresponsal político                           |               |
|      | Lindsey Hilsum          | Editor internacional                            |               |
|      | Faisal Islam            | Editor de economía                              |               |
|      | Simon Israel            | Corresponsal de asuntos de interior             |               |
|      | Ciaran Jenkins          | Reportero                                       |               |
|      | Victoria Macdonald      | Corresponsal de la salud y la asistencia social |               |
|      | Jonathan Miller         | Corresponsal de asuntos exteriores              |               |
|      | Paraic O'Brien          | Reportero                                       |               |
|      | Katie Razzall           | Reportero                                       |               |
|      | Jonathan Rugman         | Corresponsal de asuntos exteriores              |               |
|      | Darshna Soni            | Corresponsal de asuntos de interior             |               |
|      | John Sparks             | Corresponsal de Asia                            |               |
|      | Alex Thomson            | Corresponsal en jefe                            |               |

### Pronóstico del tiempo
| Años  | Pronosticador | Papel                 | Otros papeles |
| ----- | ------------- | --------------------- | ------------- |
| 2011– | Liam Dutton   | Pronóstico del tiempo |               |

### Equipo de diseño
| Años    |                   | Papel                   | Otros papeles |
| ------- | ----------------- | ----------------------- | ------------- |
| 2007–   | Sam Wapples       | Líder de diseño gráfico |               |
| 1989–94 | Jonathan Spencer  | Diseñador gráfico       |               |
| 1994–   | Fabrizio Viani    | Diseñador senior        |               |
| 1997–   | Mike Smith        | Diseñador senior        |               |
| 1998–   | Ian Watkins       | Diseñador senior        |               |
| 2005–   | Sue Kearley-Schon | Diseñador senior        |               |
| 2012–   | Kevin O'Dell      | Diseñador senior        |               |

## Horario
- Lunes a viernes a las 19:00
- Sábado a las 16:10
- Domingo a las 18:40